# رندالف (آلاباما)
رندالف (به انگلیسی: Randolph) یک منطقهٔ مسکونی در ایالات متحده آمریکا است که در شهرستان بیب، آلاباما واقع شده‌است. رندالف ۱٬۱۶۹ نفر جمعیت دارد و ۱۶۸٫۸۶ متر بالاتر از سطح دریا واقع شده‌است.